# Joaquim Santos
Joaquim Coelho da Rocha Santos (Penafiel, 9 de junho de 1952 - 18 de março de 2024) foi um automobilista português, famoso por conquistar diversos títulos nacionais, entre os quais o da categoria rally.

## Biografia
Natural de Penafiel era também conhecido no meio dos rallyes como o Quim Santos. O seu percurso como piloto de automóveis começou nos Rallyes no seu Datsun 1200 navegado por Jó Barbosa em 1974.  Inicia-se na velocidade no circuito de Vila do Conde no Troféu Austin Mini, do Team Lopes Correia,  prova que ganha com muito mérito depois de várias escaramuças, e polémicas como era apanágio, naquele circuito, estreia um Ford Fiesta 1300 da Proloco( Promoções Lopes Correia), participa no troféu Toyota Starlet 1300, com algumas vitórias, e no troféu BMW320 da Promogrupo, mas não era na velocidade que se sentia á vontade, mas sim nos Rallyes, participa em algumas provas de autocross com o seu irmão Fernando, também experimenta camião racing em Lousada. Inicia-se como piloto semi oficial nos rallyes com o Opel Kadett GTE do Team Lopes Correia, ao lado de Albino Tristão, onde os capot dos carros faziam jus ao patrocinador (com um cobertor em cima deste). No ano de 79 estreia um novo carro Opel Kadett GTE do mesmo Team, e com o mesmo Albino Tristão vence o seu primeiro rallye, Rallye James 1979. Dupla essa que se separou após despiste de Albino Tristão já como condutor no seu Toyota Corolla 1200 que o levou para a cama do hospital. Nesse mesmo ano estreia um novo navegador Paulo Brandão, e termina em terceiro no final do campeonato. No ano de 1981 é convidado pelo Dr Miguel Oliveira para fazer parte da Diabólique Motosport, e aí vem ao de cima todo o seu profissionalismo, virtuosismo e potencial ao vencer por trés anos consecutivos de 1982 a 1984 os campeonatos nacionais absolutos, no Escort RS 1800 de grupo 4. 
Mas como nem só de alegrias e vitórias um piloto vive, a edição do Rallye de Portugal 1986 ficou marcado pelos piores motivos.
O rallye de Portugal devido à sua espectacularidade atraía sempre uma imensa multidão, multidão essa que não respeitava os pilotos e muito menos os 500cv que os mesmos tinham debaixo do pé direito.
Logo na 1º prova especial de classificação (lagoa Azul) em Sintra após a passagem dos mais rápidos Joaquim Santos toca num espectador e perde o controlo do seu Ford RS200 e despista-se irrompendo pelo meio da multidão. Resultaram mais de 30 feridos e pelo menos 2 mortos.
O incidente e a falta de segurança originaram o fim do troço em Sintra e foi o prenúncio para a extinção dos carros “Grupo B”.
Vencendo mais algumas provas com o RS 200, em 1992 na Toyota Salvador Caetano Motorsport com o Celica GT Four vence mais um campeonato.
Ainda hoje detêm o recorde de vitorias, quarenta e sete rallyes vencidos no campeonato nacional, difícil de igualar ou mesmo impossível de bater, é tetracampeão nacional absoluto.
Piloto que ficará para sempre nos anais destes cinquenta anos (meio século) do campeonato nacional de Rallyes, como uma referência dentro do automobilismo de competição em Portugal.